# Calxattus dengba
Espèce
Calxattus dengba est une espèce d'araignées aranéomorphes de la famille des Salticidae.

## Distribution
Cette espèce est endémique du Tibet en Chine,. Elle se rencontre dans le xian de Zayü.

## Description
Le mâle holotype mesure 7,26 mm.

## Systématique et taxinomie
Cette espèce a été décrite par Ni, Yu et Zhang en 2025.

## Étymologie
Cette espèce est nommée en l'honneur des Dengba.

## Publication originale
- Ni, Yu & Zhang, 2025 : « Description of three new species of Spartaeini (Araneae,Salticidae, Spartaeinae) from China and Malaysia. » ZooKeys, vol. 1232, p. 343-355 (texte intégral).